# Climacograptus
Genre
Climacograptus est un genre fossile de graptolites, des animaux vivant en colonies et rattachés à l'embranchement des Hemichordata, à l'ordre des Graptoloidea et de la famille des Diplograptidae.

## Systématique
Selon BioLib (13 octobre 2019), le genre fait partie de l'ordre des Graptoloidea, du sous-ordre éteint des Axonophora Frech, 1897, de l'infra-ordre également des Diplograptina Lapworth, 1880 et de la famille des Climacograptidae Frech, 1897. Elle comporte 2 espèces :
- †Climacograptus miserabilis Elles & Wood, 1906
- †Climacograptus wilsoni (Lapworth, 1876)

et il y a 11 noms en synonymie :
- †Climacograptus angustus (Perner, 1895), un synonyme de †Normalograptus angustus (Perner, 1895)
- †Climacograptus hughesi (Nicholson, 1869), un synonyme de †Metaclimacograptus hughesi (Nicholson, 1869)
- †Climacograptus innotatus Nicholson, 1869, un synonyme de †Paraclimacograptus innotatus (Nicholson, 1869)
- †Climacograptus paradoxus Bouček, 1944, un synonyme de †Undulograptus paradoxus (Bouček, 1944)
- †Climacograptus scalaris var. miserabilis Elles & Wood, 1906, un synonyme de †Climacograptus miserabilis Elles & Wood, 1906
- †Climacograptus scalaris var. normalis Lapworth, 1877, un synonyme de †Normalograptus normalis (Lapworth, 1877)
- †Climacograptus scharenbergi Lapworth, 1876, un synonyme de †Pseudoclimacograptus scharenbergi (Lapworth, 1876)
- †Climacograptus tectus (Barr.), un synonyme de †Diplograptus trubinensis Perner, 1893
- †Climacograptus toernquisti Elles & Wood, 1906, un synonyme de †Rhaphidograptus toernquisti (Elles & Wood, 1906)
- †Climacograptus törnquisti, un synonyme de †Rhaphidograptus toernquisti (Elles & Wood, 1906)
- †Climacograptus tubuliferus Lapworth, 1876, un synonyme de †Styracograptus tubuliferus (Lapworth, 1876)

Selon Paleobiology Database (13 octobre 2019), le genre fait partie de l'ordre éteint des Diplograptoidea Lapworth, 1880 et de la super-familles des Climacograptoidea Frech, 1897. Elle comporte les sous-genres et espèces suivants :
- †Climacograptus (Climacograptus)
- †Climacograptus (Climacograptus) bicornis
- †Climacograptus (Dicranograptus) Hall, 1865
- †Climacograptus hastatus
- †Climacograptus nevadensis
- †Climacograptus putillus
- †Climacograptus scalaris Lapworth 1877
- †Climacograptus styloideus
- †Climacograptus typicalis

et il y a un nom en synonymie:
- †Climacograptus extraordinarius, un synonyme de †Normalograptus extraordinarius Sobolevskaya, 1974

Selon World Register of Marine Species (13 octobre 2019), le genre fait partie de l'ordre des Graptoloidea, de famille des Diplograptidae et comporte les espèces suivantes :
- †Climacograptus affinis T.S. Hall, 1900
- †Climacograptus baragwanathi T.S. Hall, 1906
- †Climacograptus cruciformis VandenBerg, 1990
- †Climacograptus missilis Keble & Harris, 1925
- †Climacograptus tridentatus Lapworth, 1876
- †Climacograptus uncinatus Keble & Harris, 1934

### Résumé des noms d'espèces
- †Climacograptus affinis T.S. Hall, 1900
- †Climacograptus baragwanathi T.S. Hall, 1906
- †Climacograptus (Climacograptus)
  - †Climacograptus (Climacograptus) bicornis (syn. †Climacograptus bicornis J. Hall, 1847 ou †Climacograptus bicornis bicornis J. Hall, 1847)
- †Climacograptus cruciformis VandenBerg, 1990
- †Climacograptus (Dicranograptus) Hall, 1865
- †Climacograptus hastatus T.S. Hall[5]
- †Climacograptus miserabilis Elles & Wood, 1906
- †Climacograptus missilis Keble & Harris, 1925
- †Climacograptus nevadensis
- †Climacograptus prominens elongatus[6]
- †Climacograptus putillus
- †Climacograptus scalaris (Linné?) (Hisinger)[7]
- †Climacograptus spiniferus Ruedemann[8]
- †Climacograptus styloideus
- †Climacograptus tridentatus Lapworth, 1876
- †Climacograptus typicalis Hall[9]
- †Climacograptus uncinatus Keble & Harris, 1934
- †Climacograptus wilsoni (Lapworth, 1876)

noms en synonymie
- †Climacograptus angustus (Perner, 1895), un synonyme de †Normalograptus angustus (Perner, 1895)
- †Climacograptus extraordinarius, un synonyme de †Normalograptus extraordinarius Sobolevskaya, 1974
- †Climacograptus hughesi (Nicholson, 1869), un synonyme de †Metaclimacograptus hughesi (Nicholson, 1869)
- †Climacograptus innotatus Nicholson, 1869, un synonyme de †Paraclimacograptus innotatus (Nicholson, 1869)
- †Climacograptus paradoxus Bouček, 1944, un synonyme de †Undulograptus paradoxus (Bouček, 1944)
- †Climacograptus scalaris var. miserabilis Elles & Wood, 1906, un synonyme de †Climacograptus miserabilis Elles & Wood, 1906
- †Climacograptus scalaris var. normalis Lapworth, 1877, un synonyme de †Normalograptus normalis (Lapworth, 1877)
- †Climacograptus scharenbergi Lapworth, 1876, un synonyme de †Pseudoclimacograptus scharenbergi (Lapworth, 1876)
- †Climacograptus tectus (Barr.), un synonyme de †Diplograptus trubinensis Perner, 1893
- †Climacograptus toernquisti Elles & Wood, 1906, un synonyme de †Rhaphidograptus toernquisti (Elles & Wood, 1906)
- †Climacograptus törnquisti, un synonyme de †Rhaphidograptus toernquisti (Elles & Wood, 1906)
- †Climacograptus tubuliferus Lapworth, 1876, un synonyme de †Styracograptus tubuliferus (Lapworth, 1876)